# Ambia fulvobasalis
Ambia fulvobasalis là một loài bướm đêm trong họ Crambidae.